# IGCC
Integrated gasification combined cycle - IGCC je tehnologija pri kateri se premog ali druga ogljikova goriva (biomasa) pretvori (gasificira) v sintetični plin (syngas). Ta plin se potem uporablja kot gorivo za plinsko turbino, vroč izpuh iz plinske turbine pa se uporablja za proizvajanje pare za pogon parno turbino - t. i. Plinsko parna elektrarna (combined cycle). Pri IGCC se da delno ali povsem odstraniti polutante kot so žveplov dioksid, živo srebro in majhne delce (partikulate). Žveplo se da spremeniti pretvoriti v druge uporabne produkte. IGCC ima večji izkoristek, kot tradicionalna premogovna termoelektrarna, ki redko doseže nad 40%. 
Slabost je precej višja cena elektrarne, okrog $3593/kW, kar je precej več kot npr. fotovoltaika ali pa vetrna energija. Slednji dve sta povsem brez emisij. 